# A Good Turn
A Good Turn è un cortometraggio muto del 1911 diretto da Harry Solter.

## Trama
Un giovane innamorato sta per spararsi per la disperazione. Ma l'aspirante suicida viene fermato da due ladri che temono di venire accusati di omicidio.

## Produzione
Il film fu prodotto da Siegmund Lubin per la Lubin Manufacturing Company.

## Distribuzione
Distribuito dalla General Film Company, il film - un cortometraggio di una bobina - uscì nelle sale cinematografiche statunitensi il 25 maggio 1911.